# Károly Ferencz
Pour les articles homonymes, voir Ferencz.
Károly Ferencz (né le 14 octobre 1913 à Budapest et mort le 21 juin 1984) est un lutteur hongrois spécialiste de la lutte gréco-romaine. Il participe aux Jeux olympiques d'été de 1948 en combattant dans la catégorie des poids légers et remporte la médaille de bronze.

## Palmarès

### Jeux olympiques
- Jeux olympiques de 1948 à Londres,  Royaume-Uni
  -  Médaille de bronze.